# حسینیه اعظم زنجان

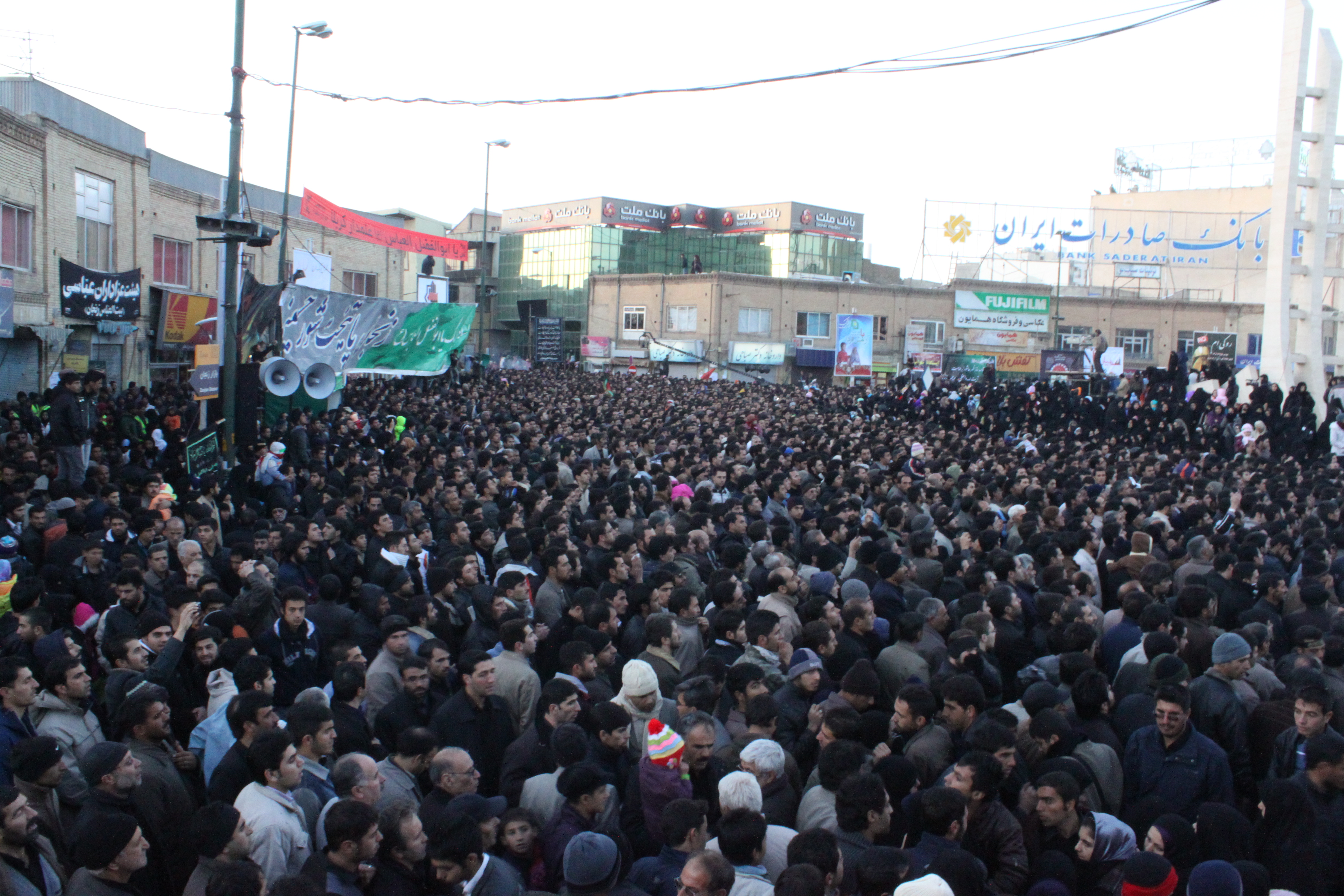
عزاداران حسینیه اعظم زنجان از معروف‌ترین عزاداران حسینی ایران

حسینیه اعظم زنجان از اماکن مذهبی شیعیان است که در جنوب شهر زنجان واقع گشته‌است. قدمت این مکان به حدود یک قرن پیش می‌رسد این حسینه توسط دو تن بنام‌های حاج میرزا محمد نقی و حاج میرزا بابایی وقف گردید.

## دسته
حسینیه اعظم زنجان بیشتر به‌خاطر دسته‌ای که هرسال در هشتمین روز ماه محرم دارد مشهور است. این دسته حرکت خود را از محل حسینیه اعظم شروع می‌کند و معمولاً همزمان با اذان مغرب به امامزاده ابراهیم پایان می‌یابد. در سال ۱۳۹۱جمعیت این دسته افزون بر ۵۰۰ هزار نفر بوده است و در سال ۱۳۸۷ ثبت ملی شده‌است. مراسم عزاداری حسینیه اعظم زنجان در تاریخ ۱۵ دی‌ماه ۸۷ با شماره ثبتی ۱۰ به عنوان دهمین مورد از میراث معنوی ثبت‌شده در ایران است
این مراسم در سال‌‌های ۱۳۹۹ و ۱۴۰۰ به دلیل پاندمی کرونا کوید ۱۹ برگزار نشد. 

## آمار
بنا به اسناد موجود حسینیه اعظم فقط در یک سال و در مسیر حرکت این دسته نزدیک به ۱۳ هزار راس قربانی به حسینیه داده شد و علاوه بر آن بالغ یک میلیارد و ۸۰۰ میلیون تومان نیز نذورات نقدی مردم ارائه شده است.